# Wald-Michelbach
Wald-Michelbach település Németországban, Hessen tartományban. Lakosainak száma 10 840 fő (2023. december 31.).

## A település részei
- Affolterbach
- Aschbach
  - Dürr-Ellenbach
- Gadern
- Hartenrod
- Kocherbach
- Kreidach
- Ober-Schönmattenwag
- Siedelsbrunn
- Unter-Schönmattenwag
  - Korsika
- Wald-Michelbach
  - Ober-Mengelbach
  - Stallenkandel

## Népesség
A település népességének változása:
| Lakosok száma | 10 614 | 10 628 | 10 638 | 10 664 | 10 791 | 10 840 |
|               | 2015   | 2017   | 2019   | 2021   | 2022   | 2023   |